# Rena (Norvegia)
Rena è un villaggio della Norvegia, situato nella municipalità di Åmot, nella contea di Innlandet.